# Veendam
Veendam (phát âmⓘ) là một đô thị ở đông bắc tỉnh Groningen.
Một chiếc tàu tuyến Holland America Line MS Veendam được đặt tên theo thành phố này.

## Các trung tâm dân cư
Bareveld, Borgercompagnie, Kibbelgaarn, Korte Akkers, Numero Dertien, Ommelanderwijk, Tripscompagnie, Veendam, Wildervank, Wildervanksterdallen và Zuidwending.

## Nhân vật nổi tiếng sinh ởVeendam
- Hendrik de Cock (1801-1842), bộ trưởng
- Linda Moes (sinh năm 1971), vận động viên bơi ếch
- Peter Windt (sinh năm 1973), tuyển thủ hoc-ki
- Renate Groenewold (sinh năm 1976)
- Henk Grol (sinh năm 1986), Judoka

## Thị xã kết nghĩa
- Gniezno, Ba Lan
- Kelowna, Canada